# يوفان ستيريا بوبوفيتش
يوفان ستيريا بوبوفيتش (بالإنجليزية: Jovan Sterija Popović) (بالصربية: Јован Стерија Поповић) (13 يناير عام 1806 - 10 مارس عام 1856)، كاتب مسرحي وشاعر ومحامي وفيلسوف ومعلم تربية صربي درّس في مدرسة بلغراد العليا. تم إحياء ذكرى ستيريا من قِبَل معاصريه باعتباره واحدًا من كبار المثقفين الصرب إذ يعد أحد أفضل الكتاب المسرحيين الكوميديين في الأدب الصربي.

## كتابة المسرحيات
لا شك أن يوفان ستيريا بوبوفيتش يُعد أحد أهم الشخصيات في الأدب الصربي. ولهذا السبب أُطلق عليه اسم «والد المسرح الصربي». على غرار نمط التراجيديا الفرنسية والألمانية العظيمتان، استنبط ستيريا قصصه من تاريخ الشعب الصربي. تم افتتاح مسرح بلغراد في دومروك من خلال عرض مسرحيته التراجيدية ستيفان أوروس الثالث في عام 1841. يجدر بالذكر أيضَا مسرحيته التراجيدية الأولى سفيتيسلاف وميليفا، وأيضًا مسرحيات ميلوش أوبيليتش أو سقوط الإمبراطورية الصربية ونسريتشنو سوبروزستفو أوناود سيميون وإسكندر بك ولاهان. تُعد قصائد ميوشيتش عن إسكندر بك من أهم أعماله مثل خطاب ممتع للشعب السلافي باعتبارها أساسًا لمسرحية زيفوت إي فيتيشكا فويفانجا سلافنوج إبيرسكاغ دوردا كاستريوتا سكندربيغا التي كتبها ستيريا بوبوفيتش في عام 1828.
أظهر ستيريا قيمة فنية حقيقية لنفسه ككاتب كوميديا. أنتج من خلال موهبته في الكوميديا أعمالًا أدبية قوية وعظيمة لدرجة أنه يمكن القول أن ستيريا قد مهد الطريق للكوميديا الصربية بشكل عام. بدأ ستيريا كتابة المسرحيات الكوميدية الأولى أثناء إقامته في فرشاتس بين عامي 1830 و 1840. خلّد ستيريا اسم موطنه الأصلي بشخصيات مثل كير جانجا وفيما روزيتش وآخرين. أكسبته مسرحياته الكوميدية لازا إي بارالازا (1830) وبوكونديرينا تكفا (1830) وتفرديكا (1837) وزلا زينا (1838) استحسانًا وتقديرًا من معاصريه ليتم وصفه «بموليير الصربي». في الفترة ما بين 1841، 1842 و 1847، تم عرض بعض مسرحيات ستيريا الكوميدية الأقل أهمية ومنها: زينيدبا إي أودادبا وسيمباتيجي آي أنتيباتيه وفولسيبني ماغاراك وزاندرلجيف موز وسودبينا جيدنوغ رازوما وبريفارا زا بريفيرو. تم عرض مسرحيته الكوميدية بيوغراد نيكاد آي ساد التي يصف من خلالها بيئة مدينة بلغراد في القرن التاسع عشر في عام 1853. كتب ستيريا آخر مسرحياته الكوميدية تحت عنوان هجاء رودولجوبشي. لم يقم بطباعة هذه المسرحية المهمة على الإطلاق وبقيت مكتوبة بخط اليد لفترة طويلة بعد وفاته. استلهم ستيريا كتابة هذه المسرحية الكوميديا من أحداث الربيع الأوروبي التي جرت بين عامي 1848-1849.

## كتابة الشعر
تمثل الموضوع الرئيسي لشعر ستيريا في انتقاده للتناقض بين ما تم عرضه والسلوك الحقيقي للناس. في قصيدته غوداين (عام 1848) يصب ستيريا تركيزه على خيانة المثل العليا للثورة الأمريكية - العبودية القانونية في «أرض الأحرار المفترضة»؛ مثلما يكتب في قصيدة إيزوبرازينيكو (إلى شخص مستنير): مثل النفاق الصادر عن أولئك الذين يدينون الإمبراطورية العثمانية باعتبارها بربرية، بينما هم متورطين شخصيًا في الغزو وتجارة الرقيق.